# Penthiopyrad
Penthiopyrad ist ein 1:1-Gemisch von zwei stereoisomeren chemischen Verbindungen aus der Gruppe der Pyrazol-4-carbonsäureamide. Penthiopyrad wurde um das Jahr 2000 von Mitsui Chemicals als Fungizid entwickelt.

## Verwendung
Penthiopyrad ist ein systemisches Fungizid mit präventiver und kurativer Wirkung. Es wirksam gegen die meisten Pilzerkrankungen im Weizen (Septoria: Mycosphaerella graminicola & Septoria nodorum, Braunrost des Weizens, Gelbrost), Gerste (Ramularia collo-cygni, Netzflecken, Rhynchosporium secalis, Zwergrost, PLS), die entsprechenden Krankheiten in Roggen und Triticale sowie Hafer (Hafer-Kronenrost, Echter Mehltau).
Im Kernobst können Apfelschorf (Venturia inequalis) und Podospheria leucotricha bekämpft werden. Auch im Gemüseanbau wird Penthiopyrad verwendet.
Penthiopyrad wirkt durch Hemmung der Succinat-Dehydrogenase (SDH) in der Atmungskette.

## Zulassung
Penthiopyrad ist in der Schweiz, in Deutschland, Österreich und weiteren Staaten Europas zugelassen.
In der Schweiz gilt für Baby-Leaf-Salate (einschließlich der Brassica-Arten) ein relativ hoher Rückstandshöchstgehalt von 50 Milligramm Penthiopyrad pro Kilogramm.